# الديابات
قرية الديابات هي إحدى القرى التابعة لمركز أخميم بمحافظة سوهاج في جمهورية مصر العربية. حسب إحصاءات سنة 2006، بلغ إجمالي السكان في الديابات 12572 نسمة، منهم 6422 رجلا و6150 امرأة.